# Día Nacional de la Ciencia Ficción
El Día Nacional de la Ciencia Ficción es celebrado extraoficialmente por muchos aficionados a la ciencia ficción en Estados Unidos el 2 de enero, que coincide con la fecha de nacimiento del famoso escritor de ciencia ficción Isaac Asimov.
Aunque no es una fiesta oficial de ningún tipo (en el sentido de que no está reconocida ni declarada por ningún gobierno), el Día Nacional de la Ciencia Ficción recibe cierto grado de credibilidad por su reconocimiento por parte de organizaciones como el canal de televisión Hallmark Channel y por la empresa editorial Scholastic Corporation. También figura en el Calendario del Día Nacional.